# 吴棣梅
吴棣梅（1952年10月—），浙江省玉环市海山乡人，中共党员，曾任玉环县海山乡卫生院（海山乡社区卫生服务中心）院长。她自1972年参加工作以来，扎根在交通不便的海岛，从事医疗工作，被当地人称为“棣梅娘姨”。她的事迹流传开后，得到了中共中央宣传部、《人民日报》、《光明日报》等政府组织和媒体的关注。

## 生平事迹

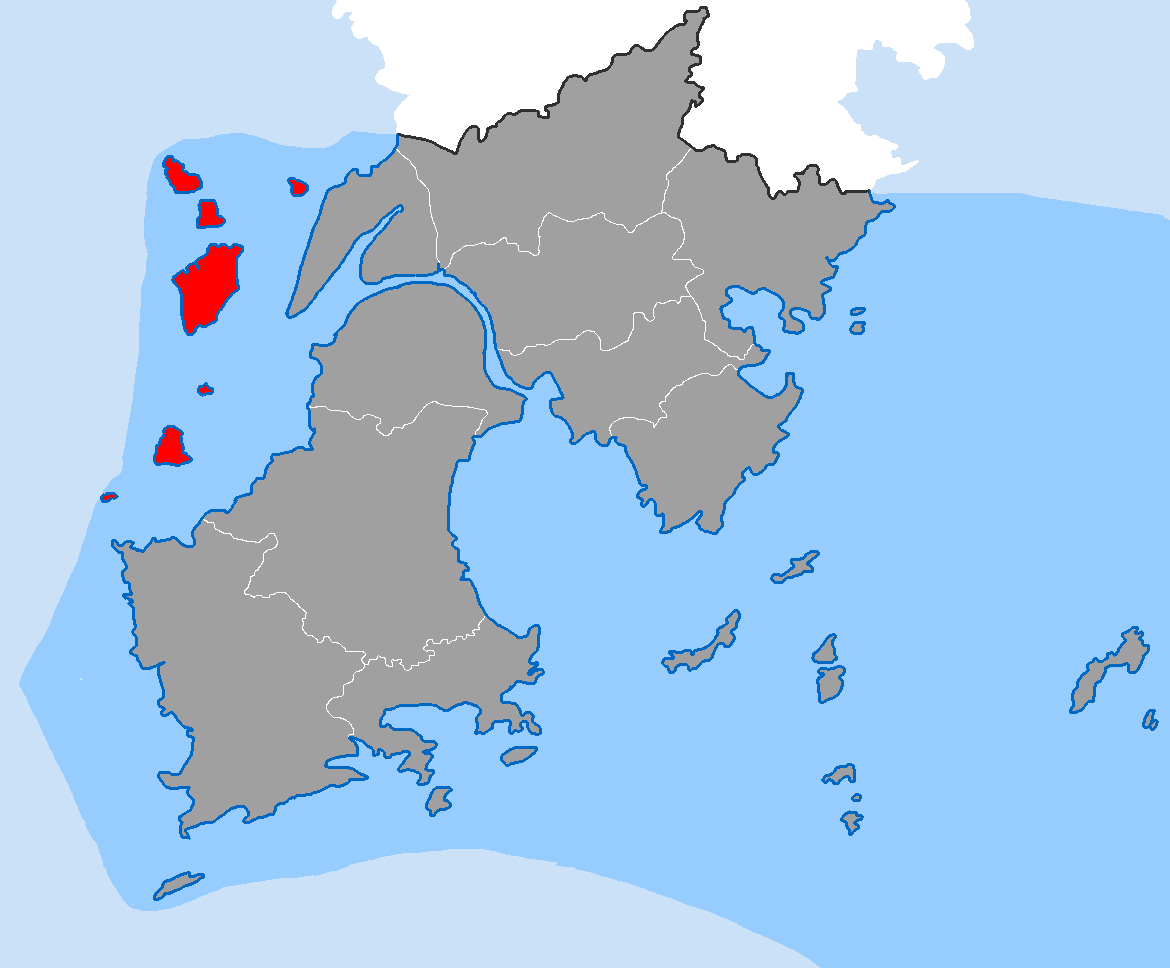
玉环市地图，图中的红色部分为海山乡

吴棣梅出生于1952年10月，1985年加入中国共产党。她是母亲生下的第8个孩子，她的母亲一共生了16个孩子，只有6个存活。在吴棣梅出生之前，已有6个孩子死去，母亲就把全部的希望寄托在这个刚出生的孩子身上，给她取名叫“弟妹”，“棣梅”二字的读音就与之相同。
1971年，她初中毕业，因成绩优秀被推荐上中专。她进入了玉环县卫生进修学校，选择妇幼保健专业，次年毕业。尽管县医院挑中了她，但她选择回到家乡海山，担任助理医师，成为海山岛上的第一位女医生。她全年无休，为岛上的乡亲们服务，后担任海山乡卫生院院长。1972年至2011年，海山乡全境9个海岛出生的两千余人中，吴棣梅接生了1900多人。经她救治后转危为安的病人有六千多人。为了改善海山乡卫生院的医疗条件，吴棣梅多方奔走筹措资金，促进了海山乡卫生院的三间四层门诊大楼的落成和各类先进设备的添置。她还三次放弃调入县城的机会。她被海山当地人称为“棣梅娘姨”。“娘姨”在台州方言里是姨妈的意思，这是仅次于母亲的称谓。家庭生活方面，她育有一儿一女。目前，她已不再担任海山乡卫生院院长，取而代之的是王珠燕。

## 社会反响

### 评价
早在吴棣梅受到社会各界关注之前，1996年1月19日，时任浙江省卫生厅副厅长陈晓非便为她题词： 
|  | 情系海岛，恩泽桑梓。 |

而吴棣梅的事迹得到报道后，立刻在社会上引发巨大的反响。2011年6月27日，中共中央宣传部下发《关于做好吴棣梅先进事迹的宣传报道通知》，时任中共中央宣传部部长刘云山批示：
|  | 要多宣传吴棣梅这样的工作在艰苦环境中的普通劳动者的事迹。 |

2011年7月8日，《人民日报》报道吴棣梅事迹，文章给予吴棣梅这样的评价：
|  | 她用自己的言行，笔力遒劲地写下了“奉献”二字。 |

吴棣梅的事迹在得到肯定的同时，也引来了反思。7月8日的《光明日报》刊发短评《别让奉献者吃亏》。后者指出，吴棣梅这样的无私奉献者稀缺的原因是“这一类奉献者难以得到制度性的认可和奖赏”。
|  | 我们之所以宣传这些奉献者，是因为奉献者稀缺，而社会又太需要。但社会是否应给这些无私奉献者应有的奉献？我们不能让这些奉献者吃亏！……社会应该建立一种鼓励在基层扎根奉献的制度，给他们的奉献以制度性的保证，保证他们像城市工作者一样能获得高级职称和高报酬。社会应给这些长期扎根基层的技术人员提供专门的职称和待遇，这样才能使他们安心扎根基层，乐于在基层奉献。 |

时任玉环县卫生局局长江飞则说：
|  | 当前，许多医务人员把职称、职务、学历、论文、课题作为奋斗目标，而吴棣梅没有高职称、高学历，却深得老百姓的信任和肯定。……任何人追求幸福才能坚持，她对幸福的理解就是舍得、给予。 |

### 荣誉
吴棣梅先后被评为“农民健康工程双十佳责任医师”、 首届台州优秀现代赤脚医生、浙江省卫生系统优秀共产党员。2007年，吴棣梅被评为台州市十大杰出母亲。2011年7月6日，吴棣梅入围“中国好人榜”候选名单。2011年11月，成为2011年度浙江骄傲提名候选人。2013年，她被评为第五届“感动台州”十大人物。2014年2月，她成为首届“感动玉环·美丽玉环人”十大人物之一。

### 改编越剧
2013年11月6日，以吴棣梅事迹为原型而制作的现代越剧《我的娘姨我的娘》在浙江省人民大会堂首演。之后，在浙江胜利剧院、玉环大剧院、椒江剧院、杭州大剧院等地巡回演出。这部越剧由浙江越剧团演绎。在这部越剧中，同为玉环人的国家一级演员王滨梅扮演吴棣梅，卢昂担任导演，余青峰担任编剧。浙江越剧团在浙江胜利剧院驻场演出达45场，观众近四万余人次。